# Папонов Микола Васильович
Микола Васильович Папонов (нар. 8 листопада 1902, Ярославль — пом. 6 квітня 1939, Ялта) — радянський селекціонер-виноградар.

## Біографія
Народився 8 листопада 1902 року в Ярославлі. 1925 року закінчив Воронезький сільськогосподарський інститут. У 1927—1939 роках працював у різних науково-дослідних установах СРСР.
Помер в Ялті 6 квітня 1939 року.

## Наукова діяльність
Одним з перших в СРСР провів дослідження по селекції і генетиці винограду, створив гібридний фонд, з якого виділені перспективні й районовані сорти; автор комбінацій схрещування різних сортів, внаслідок яких отримані Бастардо магарацький, Ранній Магарача, Рубіновий Магарача і Таврида. Праці:
- Работы по селекции винограда в Государственном Никитском опытном ботаническом саду. — Вестник виноградарства, виноделия и виноторговли СССР. Одесса, 1931;
- Материалы по селекции винограда на Южном берегу Крыма. — Ялта, 1931 (Зап. Никитск. опыт. ботан. сада, т. 16, вып. 1);
- Повышение урожайности и качества винограда индивидуальным отбором. — В кн.: Сборник статей по виноградарству и технической переработке винограда. Одесса, 1933, № 1.